# Gaoua
Gaoua é uma cidade burquinense, capital da província de Poni. Em 2012, sua população estava próximo de 30 931 habitantes.